# Orlanda Maria Duarte Santos Ferreira
Untila Maria Duarte Santos Ferreira là cựu thành viên của Quốc hội Liên minh châu Phi từ Cabo Verde. Cô là thành viên của Nghị viện ECOWAS.